# Villers-Tournelle
Villers-Tournelle è un comune francese di 167 abitanti situato nel dipartimento della Somme nella regione dell'Alta Francia.

## Società

### Evoluzione demografica
Abitanti censiti